# Balašův palác
Balašův palác (dříve ve variantě z maďarštiny jako Balassov palác) je palác v Bratislavě v Panské ulici 15, postavený v pozdně barokním slohu v letech 1754 až 1762. Součástí je erb jeho majitele Pavla Balasse. Sochy na portálu a atice představuji alegorické postavy lidských ctností – Rozvahy, Mírnosti, Spravedlnosti a Statečnosti.